# Wang Xinjie
Wang Xinjie (n. 24 octombrie 1996) este un trăgător de tir ce a reprezentat Republica Populară Chineză, medaliat olimpic. A participat la 1 ediție a Jocurilor Olimpice (2024) în care a câștigat 1 medalie de bronz.

## Participări
Lista de mai jos prezintă principalele competiții la care a participat Wang Xinjie de-a lungul carierei.
- Tir la Jocurile Olimpice de vară din 2024 - pistol foc rapid 25 m (masculin)